# NGC 5504
NGC 5504 este o intermediate spiral galaxy⁠(d) situată în constelația Boarul. A fost descoperită în 7 iunie 1880 de către Édouard Stephan⁠(d).